# Адама Ба
Адама Ба (араб. أداما با, фр. Adama Ba, нар. 27 серпня 1993, Селібабі) — мавританський футболіст, нападник марокканського клубу «Ренессанс Беркан» і національної збірної Мавританії.

## Ігрова кар'єра
Народився в місті Селібабі. В 11-річному віці перебрався до Франції.
У дорослому футболі дебютував 2009 року виступами за команду «Пасі», в якій провів один сезон. 
Згодом з 2010 по 2013 рік був гравцем «Бреста».
9 липня 2013 року на правах вільного агента підписав трирічний контракт з «Бастією». Однак вже наступного року перейшов до «Ніора», а ще за рік уклав контракт з «Осером», у складі якого провів наступні два роки своєї кар'єри гравця.  Більшість часу, проведеного у складі «Осера», був основним гравцем атакувальної ланки команди.
Протягом 2017—2019 років грав у Туреччині, де захищав кольори «Газіантепа» і «Гіресунспора».
2019 року перейшов до марокканського клубу «Ренессанс Беркан».
| Дата       | Місто | Господарі  | Результат | Гості      | Турнір                                   | Голи | Примітки |
| ---------- | ----- | ---------- | --------- | ---------- | ---------------------------------------- | ---- | -------- |
| 24-06-2019 | Суец  | Малі       | 4 – 1     | Мавританія | Кубок африканських націй 2019 - 1-й етап | -    |          |
| 29-06-2019 | Суец  | Мавританія | 0 – 0     | Ангола     | Кубок африканських націй 2019 - 1-й етап | -    |          |
| 02-07-2019 | Суец  | Мавританія | 0 – 0     | Туніс      | Кубок африканських націй 2019 - 1-й етап | -    |          |
| Усього     |       | Матчів     | 3         |            | Голів                                    | 0    |          |